# 31697 Isaiahoneal
31697 Isaiahoneal este un asteroid din centura principală de asteroizi.

## Descriere
31697 Isaiahoneal este un asteroid din centura principală de asteroizi. A fost descoperit pe 10 mai 1999 la Socorro, New Mexico, în cadrul proiectului LINEAR. Asteroidul prezintă o orbită caracterizată de o semiaxă mare de 2,79 ua, o excentricitate de 0,07 și o înclinație de 4,5° în raport cu ecliptica.